# ال بروی
ال بروی (به اسپانیایی: El Brull) یک شهرستان در اسپانیا است که در بارسلون واقع شده‌است.